# Пензер, Жан
Жан Пензер (фр. Jean Penzer; род. 1 октября 1927, Ливри-Гарган, Сен-Сен-Дени, Франция) — французский кинооператор.

## Биография
Жан Пензер получил профессиональное образование в Национальной высшей школе им. Луи Люмьера. Сначала работал помощником оператора, а в 1955-м году дебютировал как оператор-постановщик, сняв несколько короткометражных фильмов. В 1960 году снял свой первый полнометражный фильм.
За время своей карьеры Пензер принял участие в работе над более 60 кинолентами, поставленных, в частности, режиссерами Филиппом де Брока, Филиппом Лабро, Анри Вернеем и Бертраном Блие.
Жан Пензер четыре раза был номинирован на получение французской национальной кинопремии «Сезар» как лучший оператор. В 1986 году он получил эту награду за работу над фильмом «Умирают только дважды» режиссера Жака Дере.